# Камеро-Вьехо

Камеро-Вьехо (исп. Camero Viejo)  — район (комарка) в Испании, входит в провинцию Риоха в составе автономного сообщества Риоха.

## Муниципалитеты
1. Ахамиль
2. Ларриба
3. Торремуния
4. Кабесон-де-Камерос
5. Орнильос-де-Камерос
6. Халон-де-Камерос
7. Лагуна-де-Камерос
8. Леса-де-Рио-Леса
9. Муро-эн-Камерос
10. Рабанера
11. Сан-Роман-де-Камерос
12. Авельянеда (Камерос)
13. Монтальво-эн-Камерос
14. Санта-Мария-эн-Камерос
15. Вадильос (Камерос)
16. Вальдеосера
17. Велилья
18. Сото-эн-Камерос
19. Луэсас
20. Трегвахантес
21. Тревихано
22. Терроба
23. Торре-эн-Камерос